# Dzień Handlowca
Dzień Handlowca, Dzień Pracownika Handlu – święto obchodzone w Polsce 2 lutego. Za czasów PRL-u pracownicy handlu świętowali w pierwszą niedzielę po 29 stycznia.
Święto obchodzone jest również w innych krajach, w różnych terminach: w Islandii – w 1.poniedziałek sierpnia, w Rosji – w marcu.